# Distretto di Batširėėt
Il distretto di Batširėėt è uno dei diciassette distretti (sum) in cui è suddivisa la provincia del Hėntij, in Mongolia. Conta una popolazione di 2.086 abitanti (censimento 2010). 